# Mesoleptus seductorius
Mesoleptus seductorius là một loài tò vò trong họ Ichneumonidae.